# 도요사토촌 (교토부)
도요사토촌(일본어: 豊里村)은 일본 교토부 이카루가군에 설치되었던 촌이다.